# Jules Vuillemin

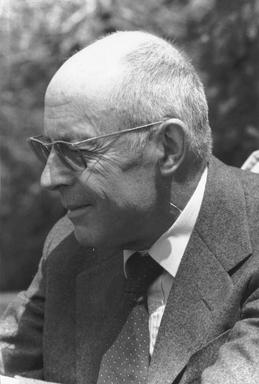
Jules Vuillemin

Jules Vuillemin (* 15. Februar 1920 in Pierrefontaine-les-Varans in der Franche-Comté; † 16. Januar 2001 in Les Fourgs) war ein französischer Philosoph und Logiker.

## Leben
Vuillemin besuchte das Lycée Louis-le-Grand in Paris und von 1939 bis 1943 die École normale supérieure, wo er 1943 die „Agrégation de philosophie“ erwarb. 1948 reichte er seine Thèse L’être et le travail, les conditions dialectiques de la psychologie et de la sociologie ein, die der deutschen Habilitation entspricht. Er lehrte von 1944 bis 1950 am Centre national de la recherche scientifique. Von 1950 bis 1962 war er Professor an der Universität von Clermont-Ferrand. 1962 trat er die Nachfolge von Maurice Merleau-Ponty des Lehrstuhls für Erkenntnistheorie (philosophie de la connaissance) am Collège de France an, die er bis 1990 innehatte. 1987 wurde Vuillemin in die American Academy of Arts and Sciences gewählt. Die Académie royale des Sciences, des Lettres et des Beaux-Arts de Belgique nahm ihn 1992 als assoziiertes Mitglied auf.

## Werk
Vuillemin beschäftigte sich vor allem mit Fragen der Logik, der Philosophie der Mathematik und der Geschichte der Philosophie und der Wissenschaftstheorie, doch hat er sich in seinen etwa zwanzig Büchern und hunderten Artikeln auch fast allen übrigen Bereichen der Philosophie und ihrer Geschichte zugewandt. Er war während der 1950er und 1960er Jahre einer der ganz wenigen französischen Autoren, die die Entwicklungen der analytischen Philosophie und der mathematischen Logik in England und in den Vereinigten Staaten verfolgten und selbst Beiträge dazu leisteten, die auf dem dort erreichten Niveau standen.
Obwohl Vuillemin einen geringen Bekanntheitsgrad bei einem größeren Publikum erreichte, kommt ihm neben Jean Cavaillès und Georges Canguilhem eine zentrale Stellung in der Geschichte der französischen Philosophie des zwanzigsten Jahrhunderts zu. In einer Zeit, in der in Frankreich Phänomenologie und Existentialismus dominierten, die auch seine ersten Bücher bestimmt hatten, hielt er an der Tradition der Épistémologie Gaston Bachelards fest. L’héritage kantien aus dem Jahr 1955 ist eine Geschichte der Philosophie der Subjektivität und von deren Ende, die beträchtlichen Einfluss auf Michel Foucaults Les mots et les choses (‚Die Ordnung der Dinge‘) und dessen Diagnose des „Endes des Menschen“ als eines philosophischen Grundbegriffs ausübte.
Als Philosophiehistoriker stellte Vuillemin in der Nachfolge von Martial Guéroult eine Typologie philosophischer Systeme auf, deren logische Struktur er in seinem Buch Nécessité et contingence aus dem Jahr 1984 aus deren verschiedenen Antworten auf eine fundamentale logische Grundproblematik ableitete, die Diodoros Kronos in seiner Antinomie vom Kyrieuon logos („Meisterschluss“ oder „Meisterargument“) formuliert hatte. Da diese Antworten untereinander unvereinbar sind, gibt es einen irreduziblen Pluralismus der Philosophie, deren Geschichte als eine diskontinuierliche Abfolge von Systemen, die die logisch möglichen Antworten auf diese Grundproblematik reformulieren, betrachtet werden kann.

## Veröffentlichungen
- Essai sur la signification de la mort. PUF, Paris 1948
- L’héritage kantien et la révolution copernicienne, Fichte, Cohen, Heidegger. PUF, Paris 1954.
- Physique et métaphysique kantiennes. PUF, Paris 1955. (Neuausgabe PUF, 1992).
- Matématiques et métaphysique chez Descartes. PUF, Paris 1960. (Neuausgabe PUF, 1987).
- Introduction à la philosophie de l’algèbre. Vol. I: Recherches sur quelques concepts et méthodes de l’Algèbre Moderne. PUF, Paris 1962. (Neuausgabe 1993)
- Leçons sur la première philosophie de Russell. Armand Colin, Paris 1968.
- La logique et le monde sensible. Étude sur les téories contemporaines de l’Abstraction. Flammarion, Paris 1971.
- Le Dieu d’Anselme et les apparences de la raison. Paris: Aubier, 1971.
- Nécessité ou contingence, l’aporie de Diodore et les systèmes philosophiques. Minuit, Paris 1984.
- What are Philosophical Systems? Cambridge University Press, 1986.
- L’intuitionnisme kantien. Vrin, Paris 1994. (Aufsatzsammlung)
- Nouvelles réflexions sur l’argument dominateur: une double référence au temps dans la seconde prémisse. In: Philosophie 55, 1997, S. 14–30 (wichtige Ergänzung zu Nécessité ou contingence).

## Sekundärliteratur
- Helmut Angstl: Bemerkungen zu Jules Vuillemin, Die Aporie des Meisterschlusses von Diodoros Kronos und ihre Lösungen. In: Allgemeine Zeitschrift für Philosophie 10.2, 1985.
- Jacques Bouveresse: Hommage à Jules Vuillemin (1920–2001). Collège de France, Paris 2001 (PDF).
- G.G. Brittan Jr. (Hrsg.): Causality, Method and Modality. Essays in Honor of Jules Vuillemin. Kluwer, Dordrecht u. a. 1991.
- Bernhard Waldenfels: Phänomenologie in Frankreich. Suhrkamp, Frankfurt a. M. 1983.